# Ferronnier
Le ferronnier est un professionnel du bâtiment, artisan ou ouvrier, qui réalise des éléments architecturaux en fer forgé, appelés ferronneries : mobilier, grilles, garde-corps, rampes d'escalier, charnières et serrures de portes, etc.
Il est aussi appelé ferronnier d'art lorsqu'il produit ses pièces manuellement, sans recours à des procédés industriels de série. Le ferronnier spécialiste de l'ornementation est appelé feuillagiste.
Le ferronnier assure également la pose de ses ouvrages dans le bâtiment.

## Les techniques
Il travaille généralement l'acier (alliage fer + carbone) à chaud ou à froid, mais il peut aussi travailler le fer qui est un métal pur, plus mou que l'acier, et qui était autrefois plus utilisé dans les ouvrages de ferronnerie.

## Les outils
La forge où le ferronnier chauffe son barreau métallique jusqu'à ce qu'il devienne rouge (750 °C). L'enclume et le marteau — qui lui permettent ensuite de le travailler — forment les outils ancestraux du ferronnier.
Ils peuvent être constitués aussi de machines coupantes (cisaille guillotine, scie à lames très courtes, poinçonneuse), ou pliantes (presse plieuse, plieuse à sommier, coudeuse, cintreuse), aplatissant le « fer » (marteau-pilon).
Le poste à souder est aussi un outil indispensable permettant l'assemblage des éléments ; esses, volutes, torsades, cercles, balustres, etc.

## Les qualités requises
Créativité, sens artistique, soin, précision et habileté manuelle, goût du dessin et du calcul.

## Le métier

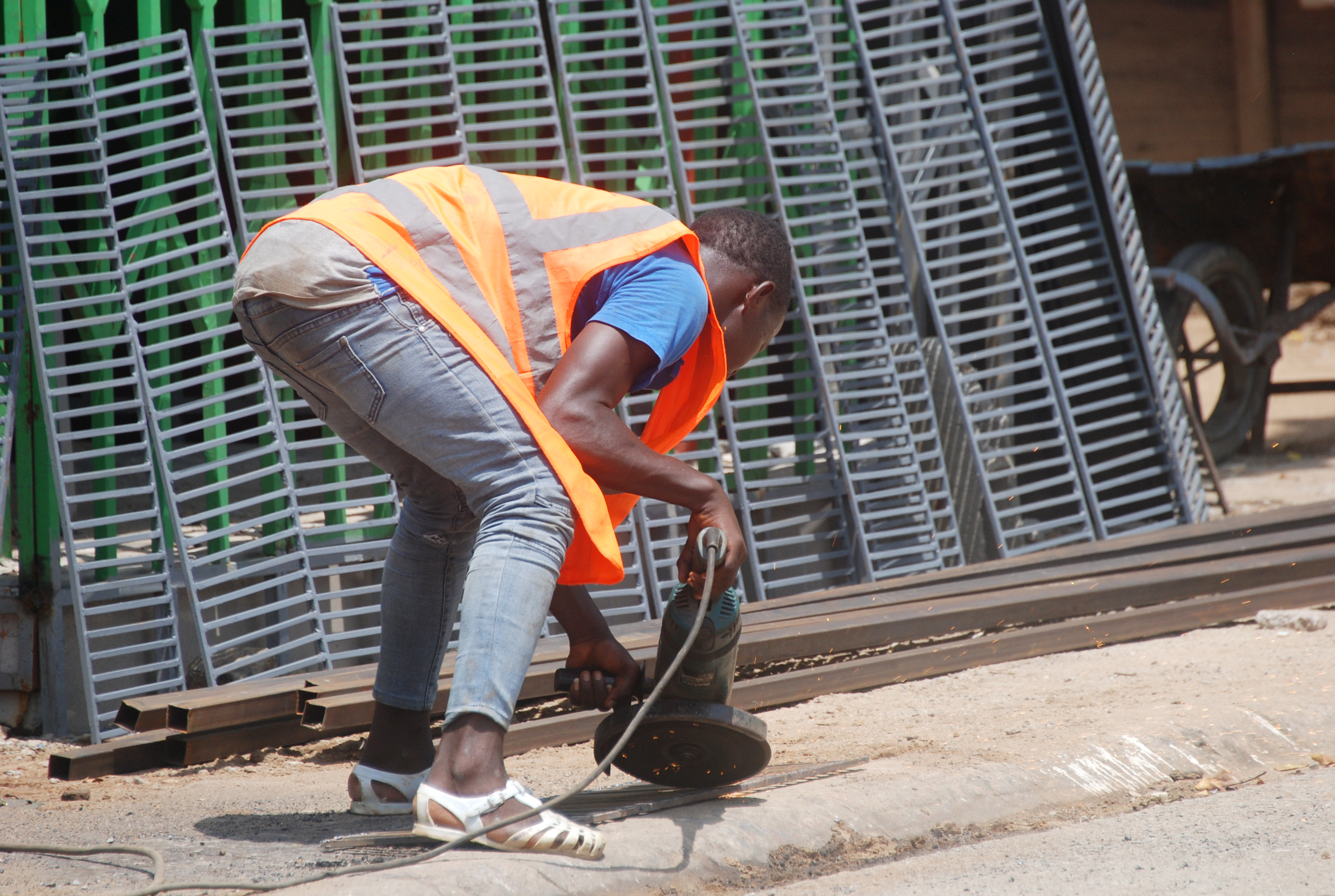
Jeune ferronnier en activité en Côte d'Ivoire

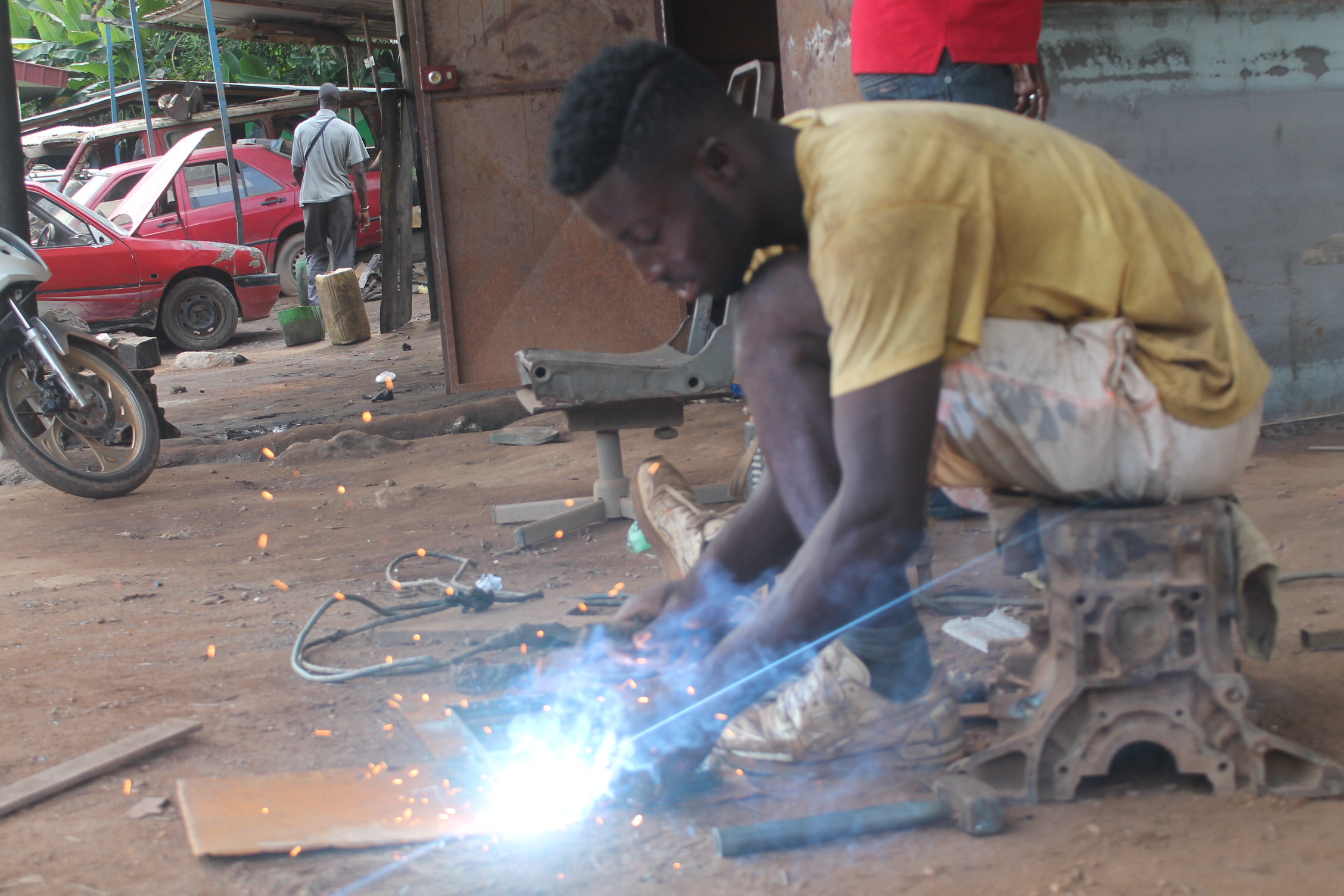
Ferronier à Aboisso (Côte d'Ivoire)

Il travaille pour la restauration, partielle ou complète, d'éléments en fer forgé dans les monuments historiques. Mais également à la création d'éléments nouveaux dans les constructions existantes ou à venir.
En raison du nombre très faible de maître-ferronniers, ce métier offre de nombreux débouchés.

## Histoire
Le 12e arrondissement de Paris, en France, comporte de nombreux artisans ferronniers aux alentours de la Rue du Faubourg-Saint-Antoine. Ce quartier est, depuis au moins trois siècles, un quartier d'artisans, où l'on trouve également de nombreux ébénistes, spécialistes de l'ameublement ou de la draperie, mais également des fabriques de papiers peints (à l'image de la Folie Titon, propriété du fabricant Jean-Baptiste Réveillon, d'où décolla la première montgolfière habitée en 1783).
L'école Boulle, également située dans ce quartier, propose toujours des cours de ferronnerie.
Jusqu'au XIXe siècle, la ferronnerie était appelée serrurerie, avant de se limiter à l'artisanat des serrures.

## Enseignement
Ce métier est enseigné dans de nombreuses écoles ou associations :

### En France
- Union REMPART
- Association pour la formation professionnelle des adultes (AFPA)
- CFA Centre de formation des Apprentis à Beauvais et Perigueux
- LEP Lycée professionnel
- Le compagnonnage Association Ouvrière des Compagnons du Devoir, École Internationale de Ferronnerie Française de Muizon
- École d'Avignon stage en petite ferronnerie

## Diplômes
En France, il existe plusieurs diplômes :
- Le CAP Ferronnerie d'Art.
- Le Brevet des métiers d'art , option Ferronnerie d'Art.